# Kasteel Brouwerij Vanhonsebrouck

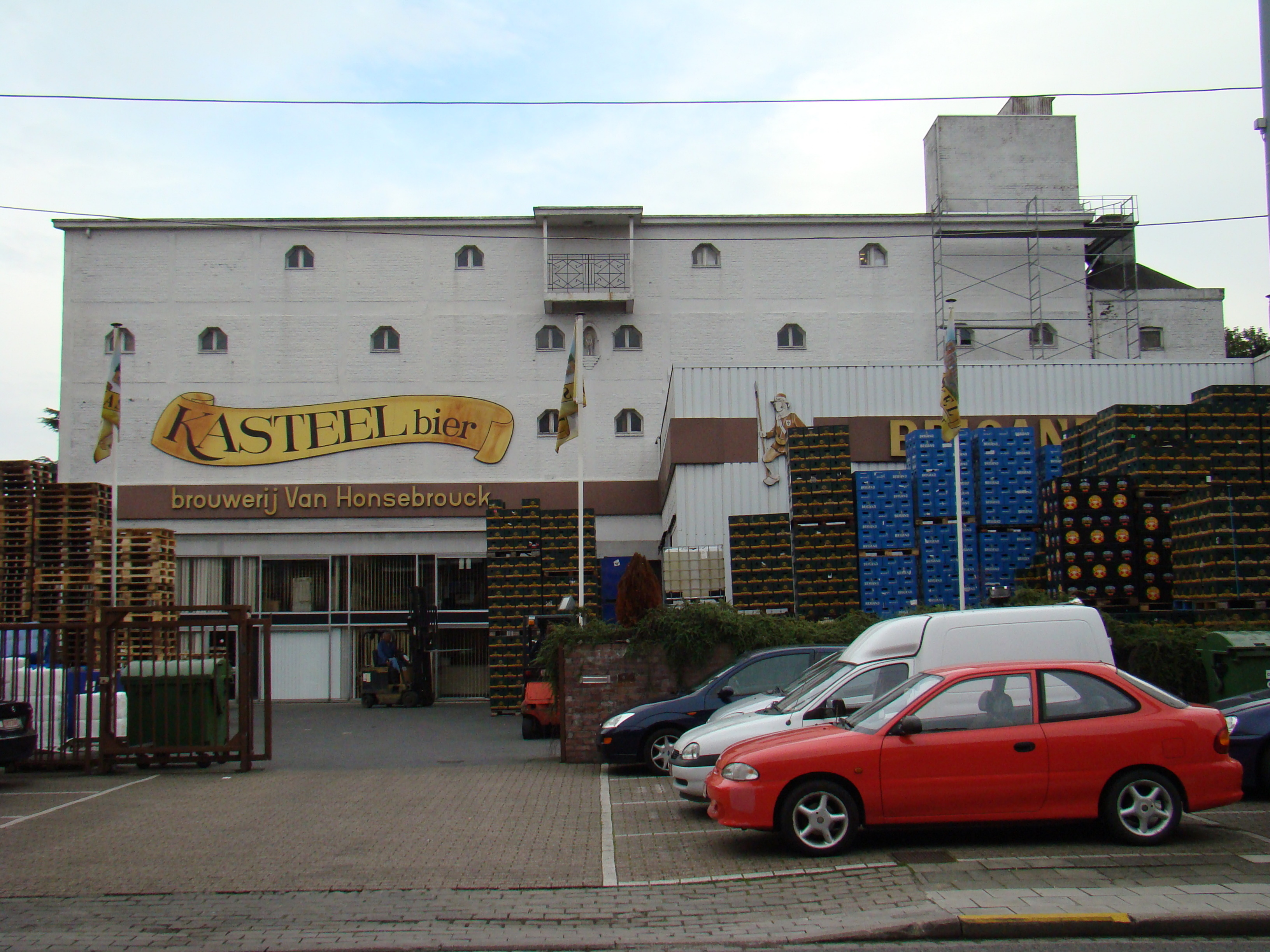
De voorzijde van de oude brouwerij, ingeprangd in het dorp

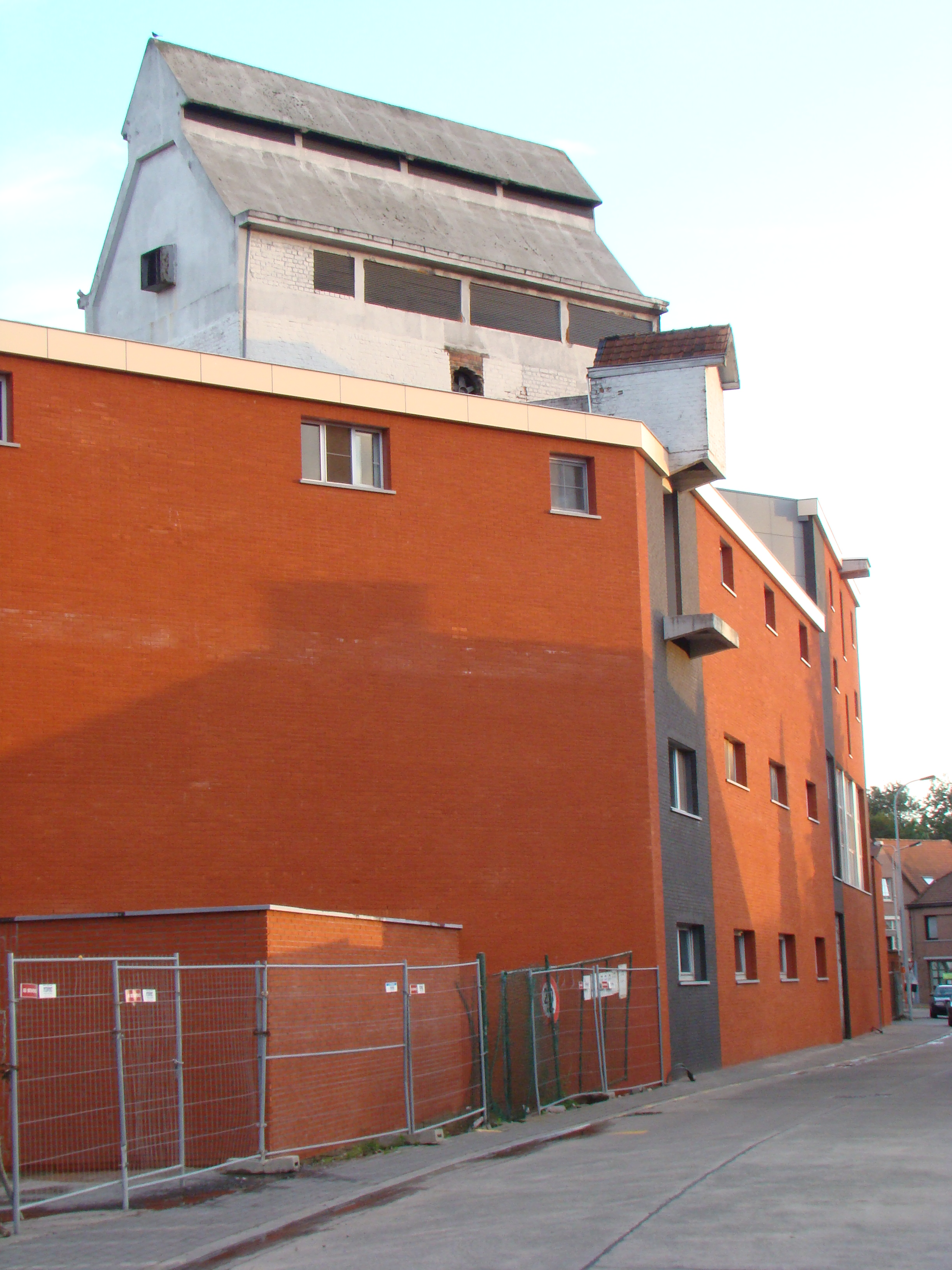
De achterzijde van de voormalige brouwerij, de oude drogerij in een vernieuwd gebouw

Kasteel Brouwerij Vanhonsebrouck is een brouwerij in het West-Vlaamse Emelgem (Izegem). De oorspronkelijke brouwerij van de familie Vanhonsebrouck bevond zich in het nabijgelegen Ingelmunster, vierde in 2000 zijn honderdjarige bestaan en is vooral bekend om zijn speciaalbieren Kasteelbier, St. Louis en Brigand.

## Oorsprong en geschiedenis
De geschiedenis van de Ingelmunsterse brouwerij begint in 1900. Emiel en Louisa Van Honsebrouck kopen dan een kleine boerderij waar ze een brouwerij stichten. De brouwerij blijft in familiebezit wanneer Paul en Ernest Van Honsebrouck in 1922 de beide stichters opvolgen. Er worden voornamelijk ondergistende bieren gebrouwen, zoals pils, bruin en export. In 1953 volgt Luc Van Honsebrouck Paul en Ernest op en dankzij zijn ideeën wordt de brouwerij bekend. Men besluit zich te specialiseren in het brouwen van bieren met een hoge gisting, zoals Bacchus. Vier jaar later start men ook met het steken van geuze. In 2010 werd Luc op zijn beurt opgevolgd door zijn zoon Xavier. Onder het bewind van deze laatste werd in 2016 een nieuwe brouwerij met bezoekerscentrum onder de naam Kasteel Brouwerij Vanhonsebrouck in gebruik genomen in het nabijgelegen Emelgem. De oorspronkelijke brouwerij in Ingelmunster werd vervolgens afgebroken.

## Bieren
Er wordt een groot assortiment aan speciaalbieren gebrouwen. Na Bacchus en Gueuze St.-Louis volgen Kriek Lambic, Premium Kriek , Premium Pêche, Premium Framboise, Brigand, Filou en Kasteelbier. Laatstgenoemde is een van de zwaardere bieren die brouwerij Van Honsebrouck produceert. Er zijn vijf soorten Kasteelbier: de Kasteel Tripel en Kasteel Donker, bevatten allebei 11% vol. alcohol, de Kasteel Rouge (8%), de Kasteel Xtra (4.5%). Verder volgt dan nog Cuvée Du Château, die de smaak heeft van een op fles verouderde Kasteel Donker, Trignac XII en Barista Chocolate Quad.
Het assortiment van St. Louis bestaat grotendeels uit fruitbieren zoals Kriek, Framboise en Pêche. Als ‘specialiteit van het huis’ gelden Bacchus, Vlaamsch Wit. In 2014 werd het bier Passchendaele gelanceerd, ter gelegenheid van de 100e verjaardag van de Eerste Wereldoorlog.
De bieren van deze brouwerij mogen sinds 2012 het logo "Belgische Hop-Houblon Belge–Belgian Hops" dragen. Dit kwaliteitslabel werd in september 2011 gelanceerd en wordt enkel toegekend aan bieren die gebrouwen worden met minimum 50% Belgische hop.

## Bierkasteel
Het Bierkasteel is het bezoekerscentrum van Kasteel Brouwerij Vanhonsebrouck. Naast het brouwerijbezoek is er op de locatie ook plaats voor een brasserie, een bierboetiek en een bruine kroeg Michelle's Pub. Het Bierkasteel kan ingehuurd worden als eventruimte.